# Гекстер
Гекстер (нім. Höxter) — місто в Німеччині, знаходиться в землі Північний Рейн-Вестфалія. Підпорядковується адміністративному округу Детмольд. Входить до складу району Гекстер.
Площа — 157,89 км2. Населення становить 28 509 ос. (станом на 31 грудня 2020).

## Географії

### Адміністративний поділ
Місто  складається з 12 районів:
- Альбаксен
- Боссеборн
- Бедексен
- Бренкгаузен
- Брухгаузен
- Фюрстенау
- Годельгайм
- Люхтрінген
- Лютмарзен
- Оттберген
- Офенгаузен
- Штале

## Галерея

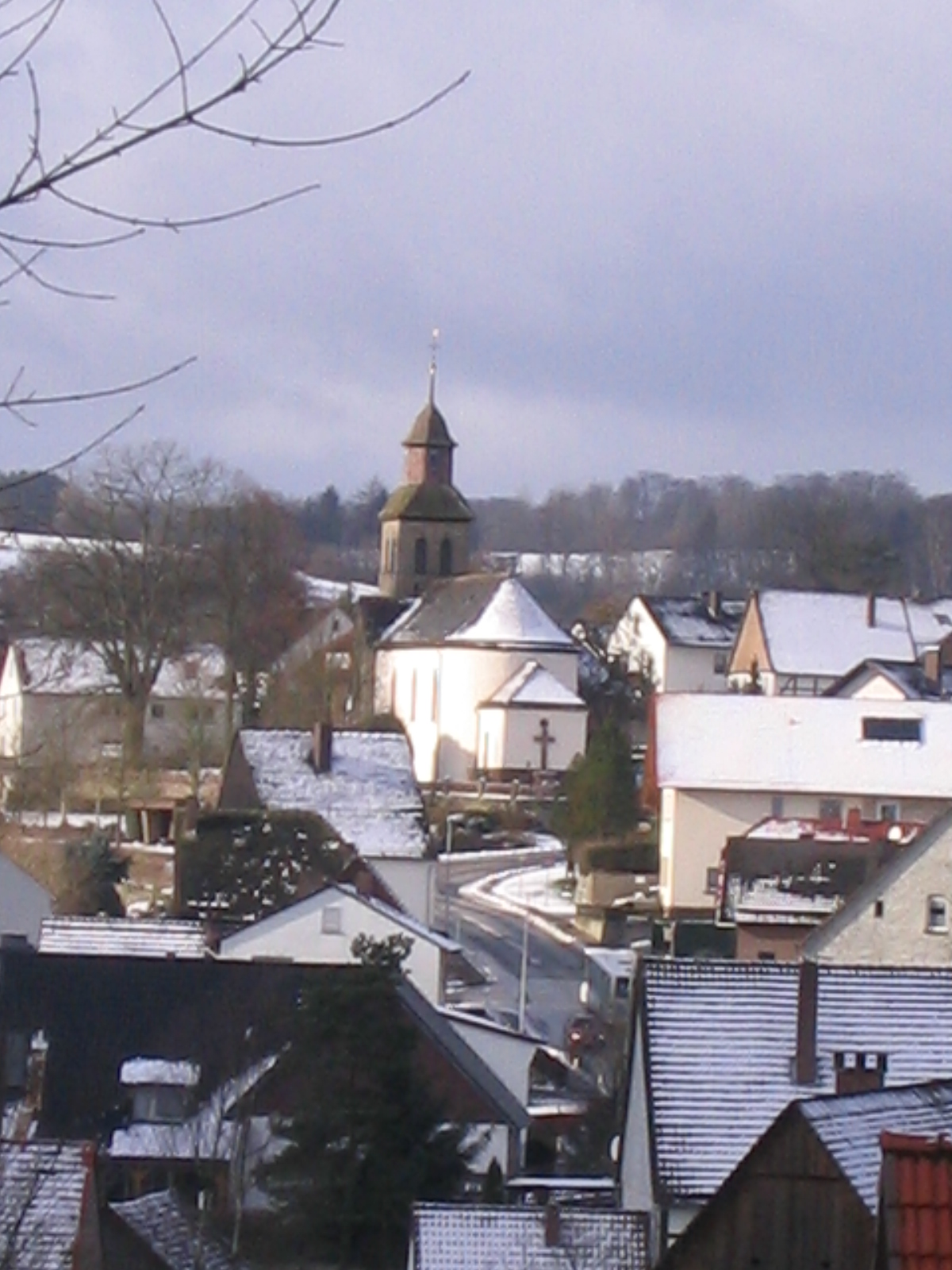
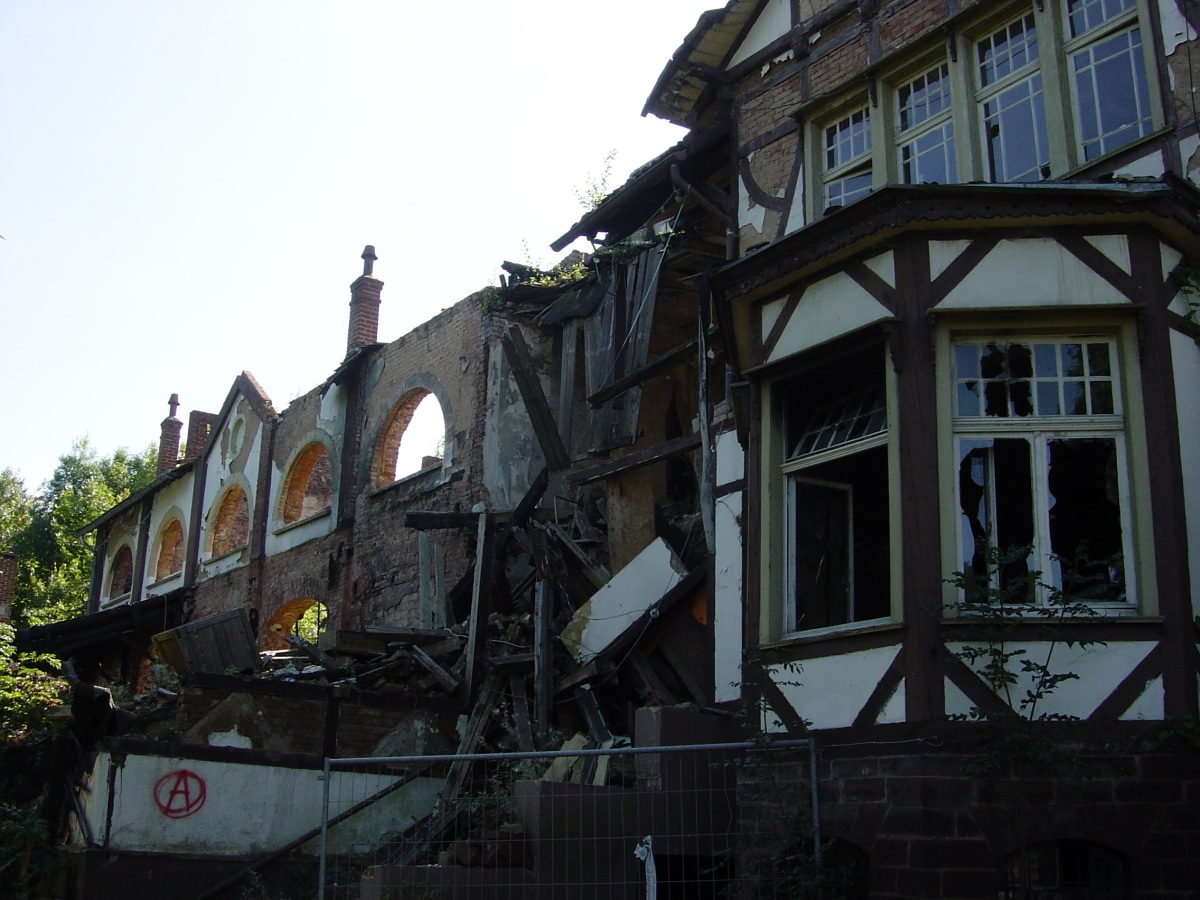
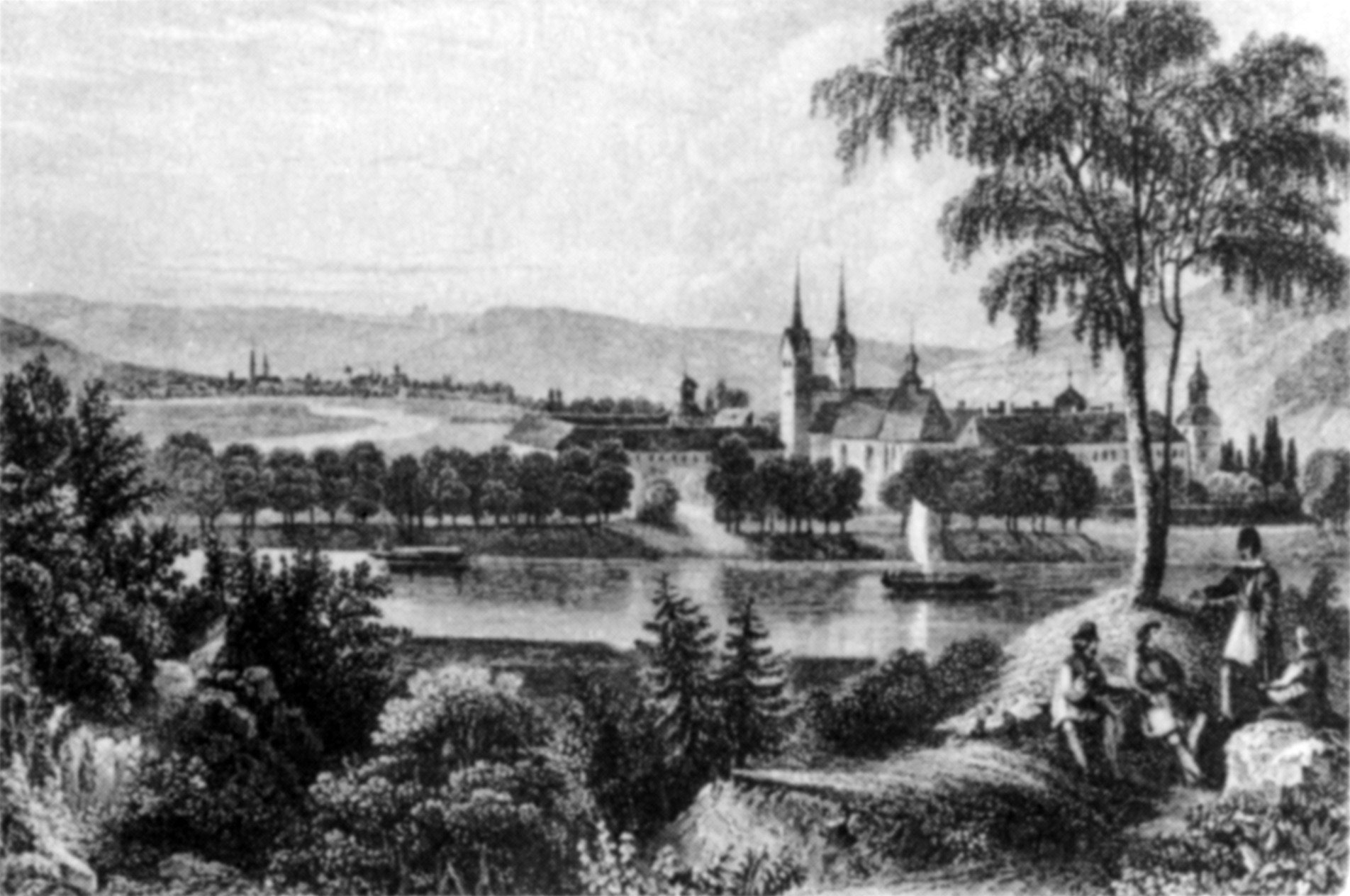
Абатство Корвей
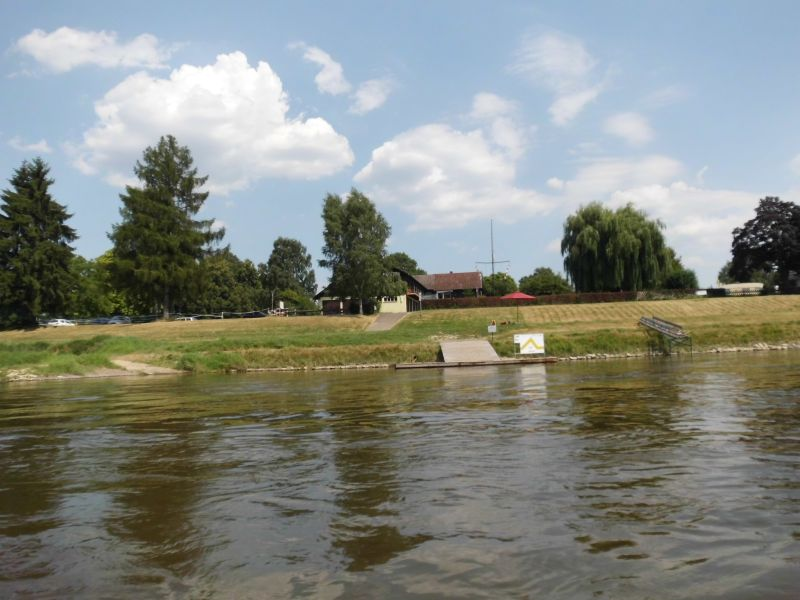
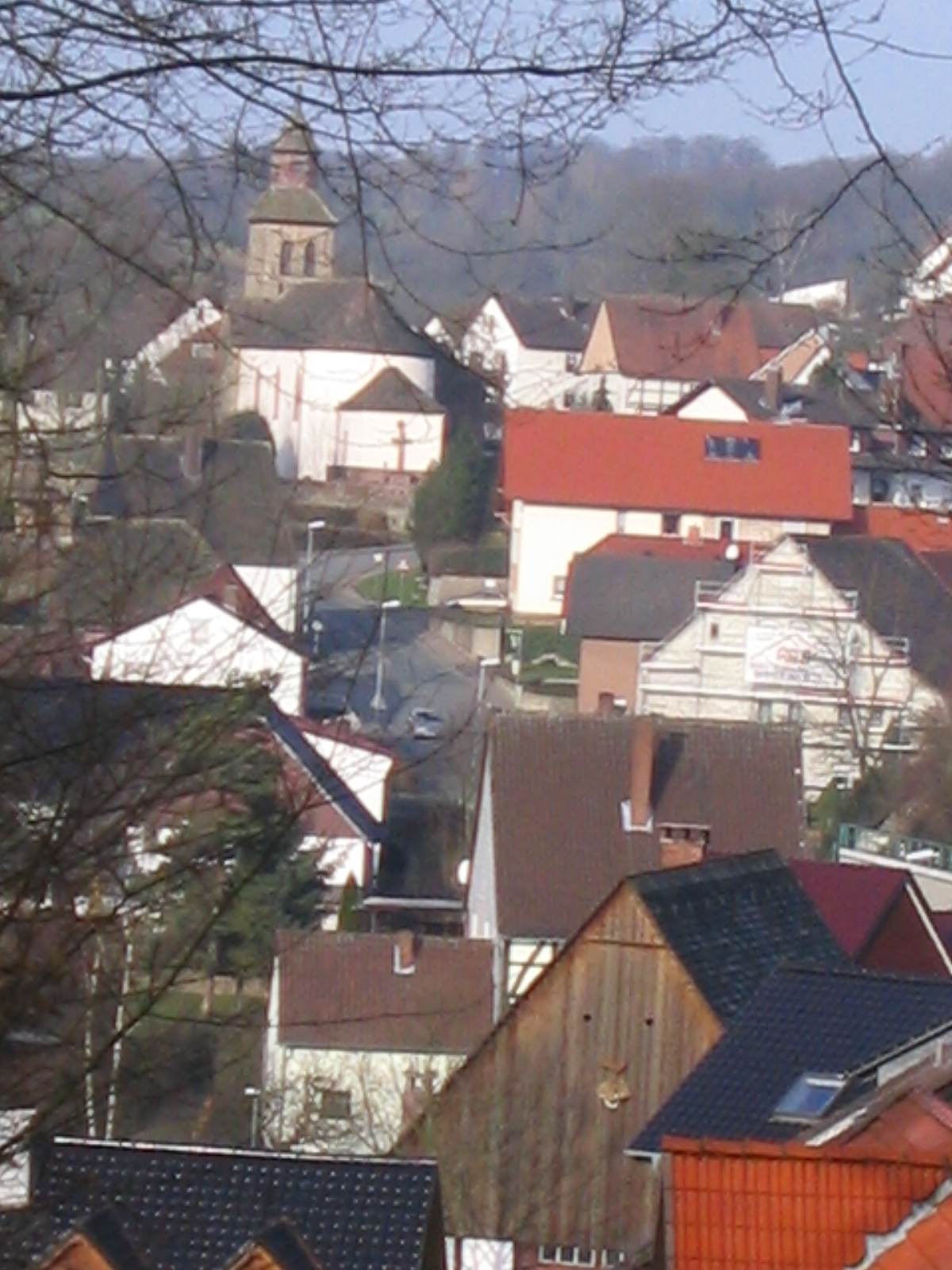
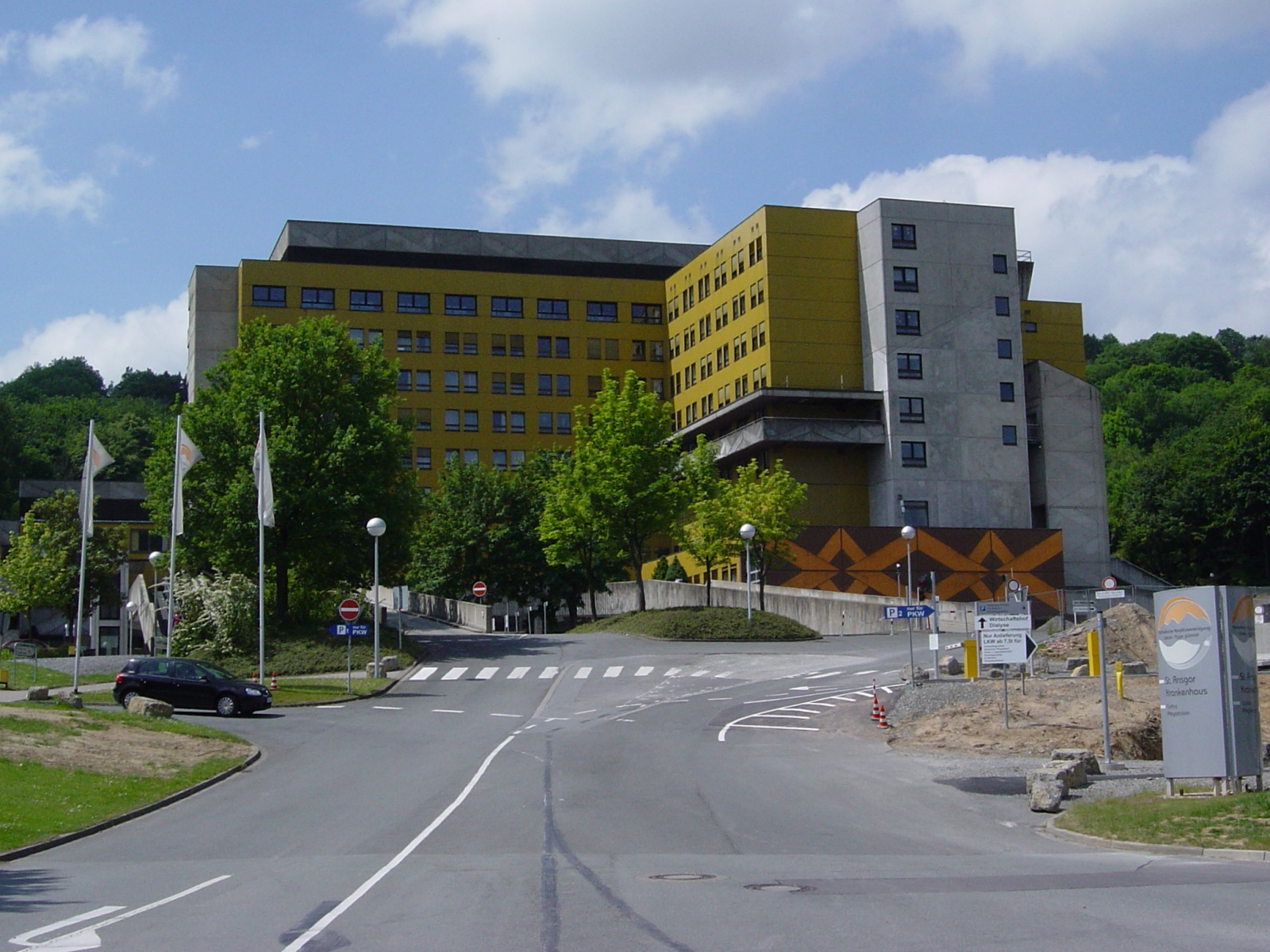